# Stuart–Prower-faktor

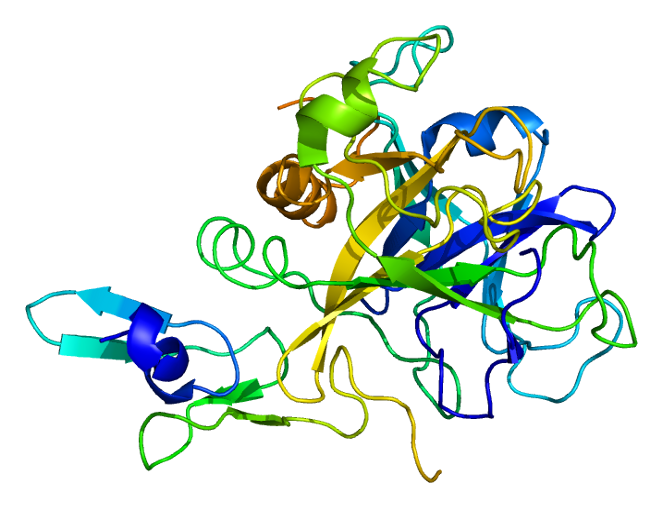
Az 1c5m nevű fehérje renderelt képe (PDB alapján).

A Stuart–Prower-faktor más néven X-es faktor, vagy protrombináz, a véralvadási kaszkád egyik enzimje. Egy szerin endopeptidáz (az S1 proteáz csoport tagja). Amerikai és brit tudósok egymástól függetlenül írták le a X-es faktor hiányt 1953-ban és 1956-ban. Ahogy más véralvadási faktorok esetében is, a X-es faktort a vizsgált páciensekről - Mr. Rufus Stuart-ról (1921) és Miss Audrey Prower-ről (1934) nevezték el.

## Fiziológia
A X-es faktor a májban szintetizálódik; a szintéziséhez K-vitamin szükséges.
A X-es faktort aktiválja a IX-es faktor (a kofaktorával, a VIII-as faktorral komplexet képezve (intrinsic Xase)), és a VII-es faktor, a kofaktorával, a szöveti faktorral együtt (a komplex neve extrinsic Xase). Ezért a közös (vagy trombin) útvonal első tagja.
Széthasítja a protrombint (II-es faktor) két helyen (egy arginin-treonin és egy arginin-izoleucin kötésnél), amely így aktív trombint eredményez. Ez a folyamat akkor optimális, ha a Xa faktor komplexet képez az V-ös faktor kofaktorával a protrombináz komplexben.
Az Xa faktort inaktiválja a Z fehérje függő proteáz inhibitor (ZPI), egy szerin proteáz gátló (serpin). Z fehérje jelenlétében ezen fehérje Xa faktorral szembeni affinitása kb. 1000-szeresére növekszik; miközben az XI-es faktor inaktivizációjához nem használja el a Z fehérjét. A Z fehérje hibái az Xa faktor aktivitásának növekedését okozzák, és trombózisra hajlamosítanak.
A X-es faktor felezési ideje 40-45 óra.

## Genetika
A X-es faktor génje a 13-as kromoszómában található (13q34).

## Betegségben játszott szerepe
A veleszületett X-es faktor hiány nagyon ritka (1:500 000), megjelenhet orrvérzésként (epistaxis), ízületi vérzésként (hemarthrosis) és gasztrointesztinális vérveszteségként. Eltekintve a veleszületett X-es faktor hiánytól, a faktor alacsony szintje  esetén számos betegség előfordulhat. Például, az X-es faktor hiány figyelhető meg az amiloidózisban, ahol X-es faktor adszorbeálódik az érrendszerbeli amiloid fibrillumokban.
A K-vitamin-hiány vagy a warfarin (és hasonló gyógyszerek) inaktív X-es faktor termelődéséhez vezetnek. A warfarinos kezelés során ez kívánatos, hiszen így megelőzhető a trombózis. 2007 végén, ötből négy feltörekvő véralvadásgátló ezt az enzimet célozta meg.
Az Xa faktor gátlása alternatív módszer a véralvadásgátlásra; a közvetlen Xa-gátlók (xabanok) népszerű készítmények.

## Terápiás felhasználása
A X-es faktor része a friss fagyasztott plazmának, és a protrombináz komplexnek. Az egyetlen kereskedelmi forgalomban is kapható koncentrátum a Factor X P Behring.

## Interakciók
Kimutatták, hogy a X-es faktor kölcsönhatásba lép a szöveti faktor útvonal gátlókkal.

## Külső hivatkozások
- A MEROPS online adatbázis, a peptidázokról és gátlóikról: S01.216 Archiválva 2020. május 29-i dátummal a Wayback Machine-ben
- Az eMedicine bejegyzése a X-es faktorról: Factor X
- X-es faktor deficiencia

## További olvasásra
| - Cooper DN, Millar DS, Wacey A, et al. (1997). „Inherited factor X deficiency: molecular genetics and pathophysiology”. Thromb. Haemost. 78 (1), 161–72. o. PMID 9198147. - Hassan HJ, Leonardi A, Chelucci C, et al. (1990). „Blood coagulation factors in human embryonic-fetal development: preferential expression of the FVII/tissue factor pathway”. Blood 76 (6), 1158–64. o. PMID 1698100. - Messier TL, Pittman DD, Long GL, et al. (1991). „Cloning and expression in COS-1 cells of a full-length cDNA encoding human coagulation factor X”. Gene 99 (2), 291–4. o. DOI:10.1016/0378-1119(91)90141-W. PMID 1902434. - Krishnaswamy S (1990). „Prothrombinase complex assembly. Contributions of protein-protein and protein-membrane interactions toward complex formation”. J. Biol. Chem. 265 (7), 3708–18. o. PMID 2303476. - España F, Berrettini M, Griffin JH (1989). „Purification and characterization of plasma protein C inhibitor”. Thromb. Res. 55 (3), 369–84. o. DOI:10.1016/0049-3848(89)90069-8. PMID 2551064. - Fung MR, Hay CW, MacGillivray RT (1985). „Characterization of an almost full-length cDNA coding for human blood coagulation factor X”. Proc. Natl. Acad. Sci. U.S.A. 82 (11), 3591–5. o. DOI:10.1073/pnas.82.11.3591. PMID 2582420. PMC 397831. - Jagadeeswaran P, Reddy SV, Rao KJ, et al. (1990). „Cloning and characterization of the 5' end (exon 1) of the gene encoding human factor X”. Gene 84 (2), 517–9. o. DOI:10.1016/0378-1119(89)90529-5. PMID 2612918. - Reddy SV, Zhou ZQ, Rao KJ, et al. (1989). „Molecular characterization of human factor XSan Antonio”. Blood 74 (5), 1486–90. o. PMID 2790181. - Kaul RK, Hildebrand B, Roberts S, Jagadeeswaran P (1986). „Isolation and characterization of human blood-coagulation factor X cDNA”. Gene 41 (2–3), 311–4. o. DOI:10.1016/0378-1119(86)90112-5. PMID 3011603. - Broze GJ, Warren LA, Novotny WF, et al. (1988). „The lipoprotein-associated coagulation inhibitor that inhibits the factor VII-tissue factor complex also inhibits factor Xa: insight into its possible mechanism of action”. Blood 71 (2), 335–43. o. PMID 3422166. - Gilgenkrantz S, Briquel ME, André E, et al. (1986). „Structural genes of coagulation factors VII and X located on 13q34”. Ann. Genet. 29 (1), 32–5. o. PMID 3487272. | - Leytus SP, Foster DC, Kurachi K, Davie EW (1986). „Gene for human factor X: a blood coagulation factor whose gene organization is essentially identical with that of factor IX and protein C”. Biochemistry 25 (18), 5098–102. o. DOI:10.1021/bi00366a018. PMID 3768336. - Leytus SP, Chung DW, Kisiel W, et al. (1984). „Characterization of a cDNA coding for human factor X”. Proc. Natl. Acad. Sci. U.S.A. 81 (12), 3699–702. o. DOI:10.1073/pnas.81.12.3699. PMID 6587384. PMC 345286. - McMullen BA, Fujikawa K, Kisiel W, et al. (1983). „Complete amino acid sequence of the light chain of human blood coagulation factor X: evidence for identification of residue 63 as beta-hydroxyaspartic acid”. Biochemistry 22 (12), 2875–84. o. DOI:10.1021/bi00281a016. PMID 6871167. - Marchetti G, Castaman G, Pinotti M, et al. (1995). „Molecular bases of CRM+ factor X deficiency: a frequent mutation (Ser334Pro) in the catalytic domain and a substitution (Glu102Lys) in the second EGF-like domain”. Br. J. Haematol. 90 (4), 910–5. o. DOI:10.1111/j.1365-2141.1995.tb05214.x. PMID 7669671. - Morgenstern KA, Sprecher C, Holth L, et al. (1994). „Complementary DNA cloning and kinetic characterization of a novel intracellular serine proteinase inhibitor: mechanism of action with trypsin and factor Xa as model proteinases”. Biochemistry 33 (11), 3432–41. o. DOI:10.1021/bi00177a037. PMID 8136380. - Heeb MJ, Rosing J, Bakker HM, et al. (1994). „Protein S binds to and inhibits factor Xa”. Proc. Natl. Acad. Sci. U.S.A. 91 (7), 2728–32. o. DOI:10.1073/pnas.91.7.2728. PMID 8146182. PMC 43443. - Inoue K, Morita T (1993). „Identification of O-linked oligosaccharide chains in the activation peptides of blood coagulation factor X. The role of the carbohydrate moieties in the activation of factor X”. Eur. J. Biochem. 218 (1), 153–63. o. DOI:10.1111/j.1432-1033.1993.tb18361.x. PMID 8243461. - Padmanabhan K, Padmanabhan KP, Tulinsky A, et al. (1993). „Structure of human des(1-45) factor Xa at 2.2 A resolution”. J. Mol. Biol. 232 (3), 947–66. o. DOI:10.1006/jmbi.1993.1441. PMID 8355279. - Sinha U, Wolf DL (1993). „Carbohydrate residues modulate the activation of coagulation factor X”. J. Biol. Chem. 268 (5), 3048–51. o. PMID 8428982. |

## Fordítás
- Ez a szócikk részben vagy egészben  a   Factor X című angol Wikipédia-szócikk fordításán alapul.  Az eredeti cikk szerkesztőit annak laptörténete sorolja fel. Ez a jelzés csupán a megfogalmazás eredetét és a szerzői jogokat jelzi, nem szolgál a cikkben szereplő információk forrásmegjelöléseként.